# Алазея
Алазѐя е голяма река в Азиатската част на Русия, Източен Сибир, Република Якутия (Саха), вливаща се в Източносибирско море. Дължината ѝ е 1590 km, която ѝ отрежда 21-во място по дължина сред реките на Русия.
Река Алазея се образува от сливането на реките Нелкан (70 km, лява съставяща) и Кадилчан (79 km, дясна съставяща), водещи началото си от най-високата част на Алазейското плато, на 128 m н.в., в североизточната част на Република Якутия (Саха). Горното течение на реката, на протежение от около 100 km е планинско, с множество прагове и малки водопади. В пределите на платото долината ѝ постепенно се разширява, скоростта на течението намалява и образува планински меандри. Останалата част от течението на Алазея преминава през южната, централната и северна част на обширната Колимска низина. След излизането си от планината Алазея тече на изток, а след това до устието на най-големия си приток река Россоха – на север-североизток в широка долина заета нискостеблена тайга, а по-надолу от тундра. Склоновете на долината ѝ са полегати, често сливащи се с околната местност, а меандриращите речни участъци се сменят с езеровидни разширения. След устието на Россоха Алазея завива на север-северозапад и приди устието си се разделя на множество ръкави, като образува малка делта (най-големите ръкави са Логашкин и Тинялкут). Влива се от юг чрез малка делта в Източносибирско море. Поради малкия наклон на течението морските приливи навлизат на десетки километри нагоре по течението на реката.
Водосборният басейн на Алазея има площ от 64,7 хил. km2 и се простира в крайната североизточна част на Република Якутия (Саха). В басейнът на реката има над 24 хил. езера, които заемат 1/5 част от площта на басейнът ѝ, блатата – 1/10 част.
Водосборният басейн на Алазея граничи със следните водосборни басейни:
- на запад – водосборните басейни на реките Индигирка, Хар-Юрях, Сундрун и Голям Хомус-Юрях, вливащи се в Източносибирско море;
- на юг, изток и североизток – водосборните басейни на реките Колима, Голяма Чукоча, Голяма Куропаточа и малка Куропаточа, вливащи се в Източносибирско море.

Река Алазея получава получава над 100 с дължина над 10 km, като 35 от тях са с дължина над 100 km:
1411 → Буор-Юрях 131 / 1030
1012 ← Буор-Юрях 244 / 5170
725 ← Слобода 168 / 4010
383 → Рассоха 786 / 27 300
304 ← Кусаган-Атах 154 / 1360
Подхранването на реката е снежно-дъждовно, като преобладава снежното. Пролетно-лятното пълноводие на Алазея започва в края на май, а максимумът се наблюдава в края на юни. През този период нивото на водата се покачва от 2 m в долното до 5 m в горното течение. В моговодни години реката залива своята заливна тераса и наводняна насели места и околните местности на десетки километри. За 30 – 40 дни по време на пълноводието преминава около 65% от годишния отток на реката. Много често пролетното пълноводие се сменя с епизодични прииждания в резултат на поройни дъждови. Среден годишен отток в устието 320 m3/s, което като обем се равнява на 10,1 km3. Първите ледови явления по течението на Алазея се появяват в края на септември, а в средата на октомври се установява постоянна ледена кора, която през февруари-март достига до 1,5 – 2 m. Продължителността на заледяването е от 230 до 250 денонощия. В средата на май се появяват първите пукнатини в леда, но пролетния ледоход започва едва в началото на юни, а към средата на месеца реката напълно се очиства от ледове.
По течението на Алазея са разположени три села: Сватай, Аргахтах и Андрюшкино, а общо във водосборния басейн на реката живеят около 2 хил. души.
Устието на реката е открито през 1640 г. от руския казак Иван Ерастов. През 1647 г. в средното течение на реката е построено селище (рус. острог), което е съществувало до началото на ХХ век и е служило като транспортен пункт за прехвърляне на товари и стоки от Лена към Колима и Камчатка. През 1940-те години по бреговете на реката са изградени няколко временни селища, използвани от еленовъди и ловци.